# Carlos Martínez Fernández
Carlos Martínez Fernández (Llerena, Badajoz, España, 13 de noviembre de 1980), más conocido futbolísticamente como Carlos Martínez, es un exfutbolista  y entrenador español. Jugaba como centrocampista.

## Trayectoria

### Como jugador
Formó parte de las Categorías Inferiores del Atlético de Madrid, llegó al CD Leganés donde se convirtió en la referencia en del centro del campo, equipo en el que le recuerdan con un especial cariño debido a su indudable profesionalidad, equipo en el que ha militado las últimas tres temporadas en Segunda B y, al que llegó tras jugar en el C.D.Villanueva, el Real Aranjuez y el Colonia Ofigevi. En 2010 firmó con la AD Alcorcón para debutar en la Segunda División. Es un jugador de gran calidad en el golpeo con su pierna izquierda y con una gran visión de juego. Volvió al Leganés en 2010, con el que logró el ascenso a Segunda División. No continuó en el club y fichó una temporada por el Club de Fútbol Fuenlabrada.

### Como entrenador
Al retirarse, se formó como entrenador. Tras formar parte del cuerpo técnico del Club Deportivo Leganés cuando Javier Aguirre llegó al banquillo en Primera División, en agosto de 2020 firmó como entrenador del filial pepinero. En su primera temporada consiguió el ascenso del equipo a la recién creada Segunda División RFEF, tras una primera fase impecable en la que acabó campeón de su grupo y como único club imbatido a nivel nacional.  Renovó su contrato hasta junio de 2022.
El 5 de abril de 2023, asciende al primer equipo tras la destitución de Imanol Idiakez debutando con victoria por 0:1 ante la S.D. Ponferradina. Su segundo partido se saldó también con victoria por 1:0 ante el Villarreal "B".
El 20 de junio de 2023, firma por el C.F. Fuenlabrada de la Primera Federación.
El 22 de abril de 2024, es destituido como entrenador del C.F. Fuenlabrada de la Primera Federación.

## Clubes

### Como jugador
- Atlético Aviación (01-02)
- Getafe B (02-03)
- Real Aranjuez (03-04)
- Agrupación Deportiva Parla (04-05)
- Club Deportivo Colonia Ofigevi (05-06)
- CD Villanueva (06-07)
- Club Deportivo Leganés (07-10)
- Agrupación Deportiva Alcorcón (10-12)
- Club Deportivo Leganés (12-14)
- CF Fuenlabrada (14-15)

### Como entrenador
- Club Deportivo Leganés "B" (2020-2023)
- Club Deportivo Leganés (2023)
- C.F. Fuenlabrada (2023-2024)